# Ilha Gravina
A Ilha Gravina é uma das Ilhas Gravina do Arquipélago de Alexandre no sudoeste do Alasca. Sua extensão é de 14,4 km por 15,2 km, numa área de 245 km² onde vivem cerca de 50 pessoas (censo dos Estados Unidos de 2000).
O explorador espanhol Jacinto Caamaño denominou o grupo das Ilhas Gravina em 1792 em homenagem a Federico Carlos Gravina y Nápoli.
O Aeroporto Internacional de Ketchikan se localiza nessa ilha Gravina junto ao estreito de Tongass (largura 800 m) que o separa de Ketchikan. A ligação é feita num Ferry Boat numa viagem de 7 minutos que ocorre a cada meia hora..

## Flora e fauna
Há uma boa variedade de vida selvagem e vegetação na ilha, incluindo uma significativa população de salamandras “Crater Lake”, uma subespécie da  Taricha granulosa encontrada no Alasca continental. 

## Ponte
Em agosto de 2005, o “2005 Highway Bill” Americano destinou 223 milhões de dólares para a construção de uma ponte entre essa ilha e Ketchikan. Os subsídios foram negociados pelo parlamentar republicano Don Young, do Alasca. Os críticos a chamam “Ponte para lugar nenhum”.